# Johannes Schüchner
Johannes Schüchner (* 1986) ist ein deutscher Film- und Theaterschauspieler.

## Leben
Johannes Schüchner, der aus Burghausen stammt, spielte als Kinderdarsteller am Theaterhof Priessenthal, u. a. bei Lotte Llacht in der Traumreise. Er studierte in Wien und arbeitete seit den 2010er-Jahren als Theaterschauspieler, in Wien am Schauspielhaus, dem Werk X, Theater in der Drachengasse und im Theater der Jugend. Außerdem wirkte er in verschiedenen freien Theaterproduktionen und Performances mit. Nach zwei Jahren als freier Schauspieler mit Engagements in Wien, Salzburger Land und Freiburg war er ab der Spielzeit 2014/15 für zwei Jahre festes Ensemblemitglied der Württembergischen Landesbühne Esslingen. Sein Filmdebüt hatte er in Peter Hengls Kurzfilm Vadim (2012); in dem Spielfilm Lina von Walter Wehmeyer und Tino Ranftl spielte an der Seite von Sarah Born den Wiener Architekten Adolf Loos.

## Filmografie
- 2012: Vadim
- 2013: Horror Shorts Volume 1
- 2017: Lina